# Ratpenat d'Adams
El ratpenat d'Adams (Pipistrellus adamsi) és una espècie de ratpenat de la família dels vespertiliònids que només es troba a Austràlia.